# فیلیپه اسکولاری
لوئیس فیلیپه اسکولاری (به پرتغالی: Luiz Felipe Scolari) (زادهٔ ۹ نوامبر ۱۹۴۸) که به‌طور معمول با نام اسکولاری یا با لقب فیلیپائو (Felipão) یا فیل بزرگ (Big Phil) شناخته می‌شود، یک مربی فوتبال اهل برزیل است.
پس از کسب عنوان قهرمانی جام جهانی ۲۰۰۲ با برزیل، او هدایت تیم ملی فوتبال پرتغال را از ژوئیه ۲۰۰۳ تا ژوئن ۲۰۰۸ برعهده گرفت. او موفق شد تیم ملی پرتغال را به فینال یورو ۲۰۰۴ برساند، اما در فینال با نتیجهٔ ۱–۰ در برابر یونان شکست خورد و از قهرمانی بازماند. او هم‌چنین موفق شد پرتغال را به جایگاه چهارمی جام جهانی ۲۰۰۶ برساند. اسکولاری هدایت تیم ملی پرتغال را در یورو ۲۰۰۸ نیز برعهده داشت، اما پس از شکست ۳–۲ مقابل آلمان در دور دوم این رقابت‌ها، از هدایت این تیم استعفا کرد. پس از آن اسکولاری به ردهٔ باشگاهی رفت و هدایت چلسی را در این برهه بر عهده گرفت. در سال ۲۰۱۲، او مجدداً هدایت تیم ملی فوتبال برزیل را بر عهده گرفت؛ جایی که او موفق شد این تیم را به مقام قهرمانی جام کنفدراسیون‌ها ۲۰۱۳ و نیمه‌نهایی جام جهانی ۲۰۱۴ برساند؛ جایی که برزیل تحت هدایت او در مرحلهٔ نیمه‌نهایی با نتیجهٔ ۷–۱ مقابل آلمان شکست خورد و در دیدار رده‌بندی هم با نتیجهٔ ۳–۰ مقابل هلند شکست خورد و در ردهٔ چهارم قرار گرفت. پس از آن فدراسیون فوتبال برزیل تصمیم گرفت قرارداد او را تمدید نکند و کار او در تیم ملی برزیل پایان یافت. در سال ۲۰۱۵، او هدایت تیم گوانگ‌ژو را بر عهده گرفت و در نخستین فصل حضورش در این تیم، موفق شد عنوان قهرمانی سوپر لیگ فوتبال چین و لیگ قهرمانان آسیا ۲۰۱۵ را کسب کند.
اسکولاری دارای تابعیت مضاعف برزیل و ایتالیا است؛ او از تبار مهاجران ایتالیایی است.

## افتخارات به عنوان مربی

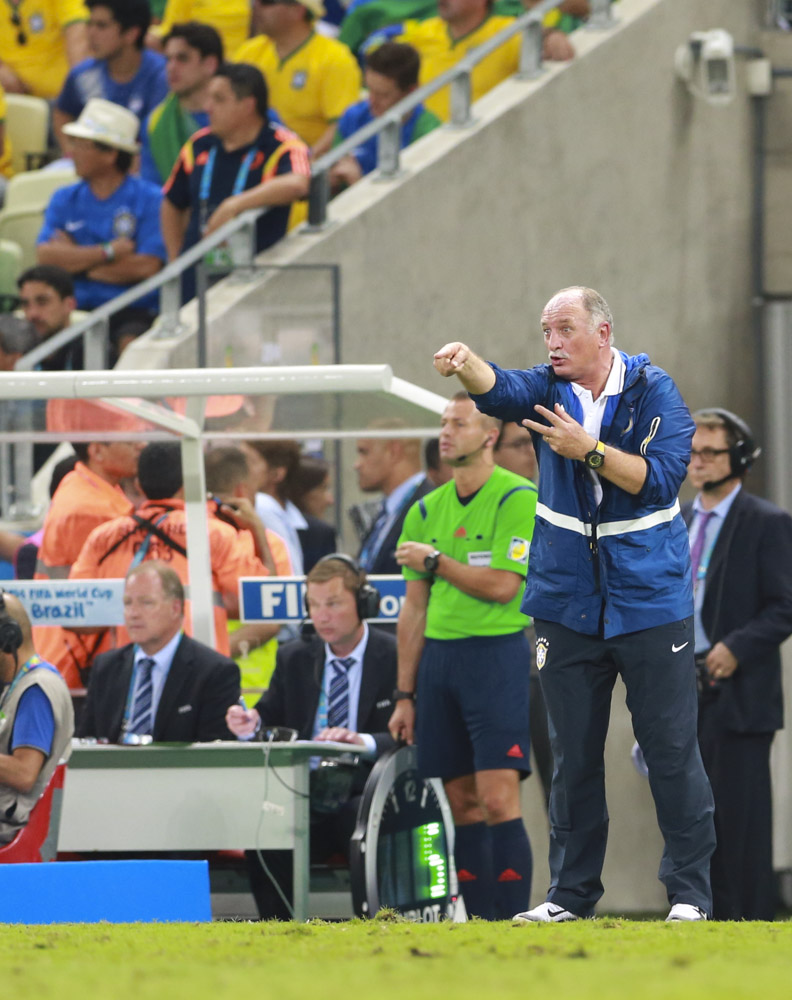
اسکولاری در حال هدایت تیم ملی فوتبال برزیل در جام جهانی فوتبال ۲۰۱۴

### باشگاهی

#### القادسیه
- جام امیر کویت: ۱۹۸۹

#### کریسیوما
- جام حذفی برزیل: ۱۹۹۱

#### گرمیو
- سری آ برزیل: ۱۹۹۶
- جام حذفی برزیل: ۱۹۹۴
- جام لیبرتادورس: ۱۹۹۵
- رکوپا سودامریکانا: ۱۹۹۶

#### پالمیراس
- سری آ برزیل: ۲۰۱۸
- جام حذفی برزیل: ۱۹۹۸، ۲۰۱۲
- کوپا مرکوسور: ۱۹۹۸
- جام لیبرتادورس: ۱۹۹۹
- تورنمنت ریو-سائو پائولو: ۲۰۰۰

#### کروزیرو
- کوپا سول-میناس: ۲۰۰۱

#### بنیادکار
- سوپر لیگ ازبکستان: ۲۰۰۹

#### گوانگ‌ژو اورگراند
- سوپر لیگ چین: ۲۰۱۵، ۲۰۱۶، ۲۰۱۷
- لیگ قهرمانان آسیا: ۲۰۱۵
- جام حذفی چین: ۲۰۱۶[۳]
- سوپر جام فوتبال چین: ۲۰۱۶، ۲۰۱۷

### ملی

#### کویت
- جام ملت‌های خلیج فارس: ۱۹۹۰

#### برزیل
- جام جهانی: ۲۰۰۲
- جام کنفدراسیون‌ها: ۲۰۱۳

#### پرتغال
- نایب‌قهرمان جام ملت‌های اروپا: ۲۰۰۴